# Ахвердов, Фёдор Исаевич
Фёдор Иса́евич Ахве́рдов (арм. Թեոդորոս Եսայիի Հախվերդյան, груз. თევდორე ესაიას ძე  ახვერდაშვილი) (1773—1820) — российский генерал, участник Кавказской войны.
Сын секунд-майора Исая Васильевича Ахвердова, родился в 1773 г., происхождением был из армянских (по другим данным грузинских) дворян. В 1788 г. он поступил в Артиллерийский кадетский корпус, в 1791 г. был штык-юнкером; в 1793 г. — аудитором и зачислен в 1-й канонирский полк. В 1793 г. Ахвердов переименован флигель-адъютантом в штаб генерал-фельдцейхмейстера князя Зубова; в 1796 г. произведён в капитаны в 1-й канонирский полк, в 1797 г. назначен в артиллерийский батальон (5-й артиллерийский полк); в 1798 г. произведён в подполковники; в 1799 г. — в полковники, в 1800 г. определен командиром понтонных рот; в 1803 г. — переведён в 9-й артиллерийский батальон; в 1806 г. — в 4-й артиллерийский полк, а по расформировании его в 1806 г. вступил в 9-ю артиллерийскую бригаду командиром.
В 1807 г. Ахвердов назначен правителем Грузии; в 1808 г. произведён в генерал-майоры; 5 августа 1811 г. уволен от этой должности с зачислением по артиллерии; в 1812 г. назначен командиром 19-й пехотной дивизии; потом был командирован в Турцию для заключения мирного трактата; в 1816 г. главным командиром артиллерии отдельного Грузинского корпуса.
Ахвердов участвовал: в 1796 г. при занятии Шемахи и Гянджи; в 1798—1799 гг. находился в сибирских губерниях для отыскания селитры; в 1800 г. при усмирении Кабарды (ему пожалован орден св. Иоанна Иерусалимского); в 1804 г. при штурме и занятии Гянджи; в кампании против турок в 1807 г. отличился при разбитии Юсуф-паши, за что получил 5 февраля 1808 г. орден св. Георгия IV класса (№ 1919 по списку Григоровича — Степанова, № 825 по списку Судравского)
В воздаяние отличного мужества и храбрости, оказанных в сражении против турецких войск 18 июня, где, находясь в среднем каре, от наступления которого неприятель начал ретироваться, при девяти орудиях, поступал с расторопностию и усердием, поверяя каждое орудие в верности выстрела, когда же приступлено было к переправе, то, устроив батарею из 6 орудий, очищал цельными выстрелами переход и не допускал неприятеля делать оному препон
Ахвердов был женат на дочери генерал-майора Николая Арсеньева, Прасковии, у которой воспитывалась княжна Нина Чавчавадзе, впоследствии супруга Грибоедова. Прасковия приходилась тетей М. Ю. Лермонтову. У Ахвердова были сын Егор и дочь Дарья. Умер в 1820 г.
Его братья также дослужились до генеральских чинов: Александр был комендантом Кизляра и участвовал в Кавказских походах, а затем формировал калмыцкое ополчение для отражения нашествия Наполеона, сын Александра — Николай (1800—1876), служил в отдельном корпусе жандармов и был смоленским военным губернатором; Николай (1754—1817) был генерал-лейтенантом и воспитателем великих князей Николая и Михаила Павловичей и затем исполнял должность архангельского губернатора.